# Pas sortis de l'auberge
Pas sortis de l'auberge (Daffy's Inn Trouble) est un cartoon, réalisé par Robert McKimson et sorti en 1961, qui met en scène Daffy Duck et Porky Pig.